# كوبري 45
جسر 45 أو كوبري 45 كما هي التسمية التي يشتهر بها في مصر، هو جسر تم بناؤه لتحسين سيولة المرور على كورنيش الإسكندرية في منطقة سيدي بشر بحي أول المنتزة الإسكندرية.